# 아마소나스주 (페루)

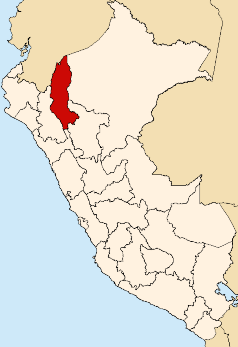
아마소나스 주의 위치

아마소나스주(스페인어: Departamento de Amazonas)는 페루 북부에 위치한 주로 주도는 차차포야스이며 면적은 39,249.13km2, 인구는 443,025명(2004년 기준)이다.
북쪽과 서쪽으로는 에콰도르와 국경을 접하며 서쪽으로는 카하마르카 주, 남쪽으로는 라리베르타드 주, 동쪽으로는 로레토 주, 산마르틴 주와 접한다. 7개 군과 83개 구를 관할한다.

## 같이 보기
- 아마소나스주 (베네수엘라)
- 아마조나스주